# آبشار گورگور دمیرچی
آبشار گورگور در روستای دمیرچی (سراب) واقع شده‌است. این آبشار ۶ کیلومتر با روستا فاصله دارد. این آبشار در کنار خود یک آبشار کوچکتر را جای داده است که حوضچه ای به مساحت تقریبا ۱۸m² و یا بیشتر دارد.
ارتفاع آبشار اصلی تقریبا ۱۲ متر است و آب این آبشار در فواصل بهار و اوایل تابستان به بالاترین حجم در سال میرسد.